# Mangalmé
Mangalmé – miasto w środkowym Czadzie, w Regionie Guéra. Według danych na rok 2009 liczyło 11 155 mieszkańców.